# Wólka Czernięcińska
Wólka Czernięcińska – wieś w Polsce położona w województwie lubelskim, w powiecie biłgorajskim, w gminie Turobin.
W latach 1975–1998 miejscowość administracyjnie należała do województwa zamojskiego.
Wieś jest sołectwem w gminie Turobin. Według Narodowego Spisu Powszechnego z roku 2011 wieś liczyła 171 mieszkańców i była siedemnastą co do liczby ludności miejscowością gminy.